# Ginowan
Ginowan (宜野湾市?, Ginowan-shi) è una città giapponese della prefettura di Okinawa ed è situata nell'isola di Okinawa. A tutto il 1º luglio del 2011, la popolazione era di 93.467 abitanti su un territorio di 19,68 km², per una densità di 4.749 ab./km². Confina ad ovest con il mare e con la cittadina di Chatan, a nord con la città di Okinawa, a sud con Urasoe e ad est con Nishihara.

## Base americana di Futenma
Gran parte del territorio comunale ospita da diversi decenni la base aerea di Futenma dei marines statunitensi, che si divide in due grandi aree, una delle quali è adibita ad aeroporto militare. La base fu installata subito dopo la vittoria degli alleati nella battaglia di Okinawa del 1945, fu inizialmente sede dell'aeronautica militare statunitense e nel 1957 fu trasferita sotto il controllo della marina. Attualmente ospita all'incirca 4.000 marines.
Da molti anni si è sviluppato un movimento popolare che richiede l'allontanamento delle truppe USA da Okinawa. Nel 2006 i governi americano e giapponese hanno firmato un accordo che prevede la riduzione della presenza militare americana nell'isola. Tale accordo prevede il trasferimento di circa 8.000 effettivi fuori dal Giappone e la chiusura della base di Futenma.
Da allora vi sono state diverse istanze che hanno fatto slittare la data di trasferimento. Diverse manifestazioni contro le titubanze del governo giapponese sull'applicazione dell'accordo hanno contribuito alle dimissioni, nel 2010, del neoeletto primo ministro Yukio Hatoyama. A tutto il marzo del 2012, i negoziati fra i due governi erano ancora in fase interlocutoria.

## Attrazioni
La maggior parte delle attrazioni turistiche e culturali sono situate in prossimità del mare:
- Centro congressi, un'area polifunzionale utilizzata per ospitare convegni, anche internazionali, diffondere la cultura dell'isola, organizzare esposizioni, avvenimenti sportivi, teatrali e musicali. Una parte della struttura viene usata come spiaggia turistica
- Teatro all'aperto, con i suoi 5.000 posti di capienza, è il più grande dell'isola nel suo genere
- Ginnasio municipale, struttura che ospita avvenimenti sportivi ed altri eventi, situata nella spiaggia
- Porticciolo turistico, dove sono attraccati panfili ed altre imbarcazioni turistiche. Qui vengono organizzate gare di barche a vela, gare di pesca sportiva ed altri eventi acquatici. È uno dei luoghi in cui si svolge il "carnevale del mare".